# Diche I
Diche I est un village du Cameroun situé dans l’arrondissement (commune) de Widikum-Boffe, dans le département de Momo et dans la Région du Nord-Ouest.

## Localisation
Le village de Diche I se situe à environ 45 km de Bamenda, le chef-lieu de la région du Nord-Ouest et à environ 294 km de Yaoundé, la capitale du Cameroun.

## Population
Lors du recensement de 2005, on a dénombré 2 973 habitants à Diche I, dont 350 hommes et 376 femmes.